# Les Fessey
Les Fessey sont une commune française située dans le département de la Haute-Saône, la région culturelle et historique de Franche-Comté et la région administrative Bourgogne-Franche-Comté.

## Géographie

### Climat
Pour des articles plus généraux, voir Climat de la Bourgogne-Franche-Comté et Climat de la Haute-Saône.
En 2010, le climat de la commune est de type climat de montagne, selon une étude du Centre national de la recherche scientifique s'appuyant sur une série de données couvrant la période 1971-2000. En 2020, Météo-France publie une typologie des climats de la France métropolitaine dans laquelle la commune est exposée à un climat semi-continental et est dans la région climatique  Lorraine, plateau de Langres, Morvan, caractérisée par un hiver rude (1,5 °C), des vents modérés et des brouillards fréquents en automne et hiver. 
Pour la période 1971-2000, la température annuelle moyenne est de 9,6 °C, avec une amplitude thermique annuelle de 17,2 °C. Le cumul annuel moyen de précipitations est de 1 342 mm, avec 13,6 jours de précipitations en janvier et 10,7 jours en juillet. Pour la période 1991-2020, la température moyenne annuelle observée sur la station météorologique de Météo-France la plus proche, « Luxeuil », sur la commune de Saint-Sauveur à 10 km à vol d'oiseau, est de 10,8 °C et le cumul annuel moyen de précipitations est de 977,3 mm. 
La température maximale relevée sur cette station est de 38,9 °C, atteinte le 25 juillet 2019 ; la température minimale est de −25,9 °C, atteinte le 16 janvier 1966,,. 
Les paramètres climatiques de la commune ont été estimés pour le milieu du siècle (2041-2070) selon différents scénarios d'émission de gaz à effet de serre à partir des nouvelles projections climatiques de référence DRIAS-2020. Ils sont consultables sur un site dédié publié par Météo-France en novembre 2022.

## Urbanisme

### Typologie
Au 1er janvier 2024, Les Fessey sont catégorisés commune rurale à habitat dispersé, selon la nouvelle grille communale de densité à sept niveaux définie par l'Insee en 2022.
Elle est située hors unité urbaine. Par ailleurs la commune fait partie de l'aire d'attraction de Luxeuil-les-Bains, dont elle est une commune de la couronne,. Cette aire, qui regroupe 41 communes, est catégorisée dans les aires de moins de 50 000 habitants,.

### Occupation des sols
L'occupation des sols de la commune, telle qu'elle ressort de la base de données européenne d’occupation biophysique des sols Corine Land Cover (CLC), est marquée par l'importance des forêts et milieux semi-naturels (59 % en 2018), une proportion sensiblement équivalente à celle de 1990 (59,6 %). La répartition détaillée en 2018 est la suivante : 
forêts (59 %), zones agricoles hétérogènes (26,4 %), prairies (6,8 %), terres arables (6,5 %), eaux continentales (1,3 %). L'évolution de l’occupation des sols de la commune et de ses infrastructures peut être observée sur les différentes représentations cartographiques du territoire : la carte de Cassini (XVIIIe siècle), la carte d'état-major (1820-1866) et les cartes ou photos aériennes de l'IGN pour la période actuelle (1950 à aujourd'hui).

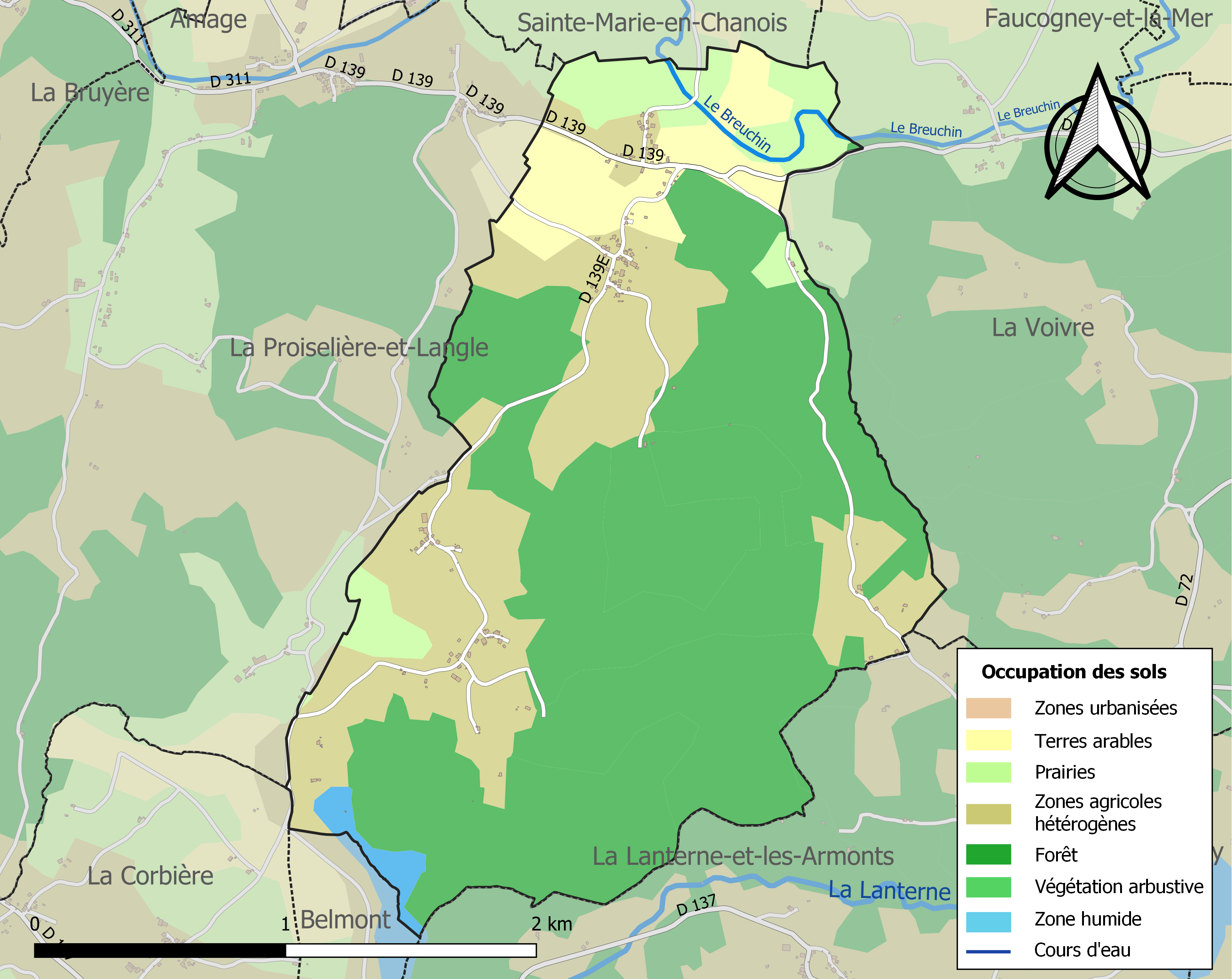
Carte des infrastructures et de l'occupation des sols de la commune en 2018 (CLC).

## Toponymie
Le nom de « Les Fessey » est mentionné pour la première fois en 1254. Il vient du nom propre latin Festius[réf. nécessaire].
Le nom actuel n’est officiel que depuis le 15 mai 1962 ; auparavant la commune s'appelait Fessey (en 1801) puis Fessey-Dessous-et-Dessus,.

## Histoire
Au Moyen Âge, le village faisait partie de la Franche-Comté et du bailliage d'Amont. Les seigneurs de Faucogney y exerçaient leur suzeraineté. En 1678 le Traité de Nimègue rattacha définitivement la Franche-Comté à la France, ainsi que, de ce fait, Les Fessey.

## Politique et administration

Carte départementale représentant en rouge la Communauté de communes des 1000 étangs.

### Rattachements administratifs et électoraux
La commune fait partie de l'arrondissement de Lure du département de la Haute-Saône, en région Bourgogne-Franche-Comté. Pour l'élection des députés, elle dépend de la deuxième circonscription de la Haute-Saône.
La commune faisait partie depuis 1793 du canton de Faucogney-et-la-Mer. Dans le cadre du redécoupage cantonal de 2014 en France, la commune fait désormais partie du canton de Mélisey.

### Intercommunalité
La commune fait partie de la communauté de communes des mille étangs créée fin 2002.

### Liste des maires
| Période                                  | Période  | Identité       | Étiquette | Qualité                                           |
| ---------------------------------------- | -------- | -------------- | --------- | ------------------------------------------------- |
| Les données manquantes sont à compléter. |          |                |           |                                                   |
| mars 2001                                | 2014     | Bernard Steff  |           |                                                   |
| 2014                                     | En cours | René Dieudonné | DVD       | Vice-président de la CC des 1000 étangs (2014 → ) |

## Population et société

### Démographie
L'évolution du nombre d'habitants est connue à travers les recensements de la population effectués dans la commune depuis 1793. Pour les communes de moins de 10 000 habitants, une enquête de recensement portant sur toute la population est réalisée tous les cinq ans, les populations de référence des années intermédiaires étant quant à elles estimées par interpolation ou extrapolation. Pour la commune, le premier recensement exhaustif entrant dans le cadre du nouveau dispositif a été réalisé en 2007.

En 2022, la commune comptait 129 habitants, en évolution de −7,19 % par rapport à 2016 (Haute-Saône : −1,4 %, France hors Mayotte : +2,11 %).
| 1793 | 1800 | 1806 | 1821 | 1831 | 1836 | 1841 | 1846 | 1851 |
| ---- | ---- | ---- | ---- | ---- | ---- | ---- | ---- | ---- |
| 288  | 332  | 324  | 358  | 394  | 403  | 400  | 380  | 389  |

| 1856 | 1861 | 1866 | 1872 | 1876 | 1881 | 1886 | 1891 | 1896 |
| ---- | ---- | ---- | ---- | ---- | ---- | ---- | ---- | ---- |
| 336  | 346  | 355  | 337  | 307  | 294  | 318  | 284  | 260  |

| 1901 | 1906 | 1911 | 1921 | 1926 | 1931 | 1936 | 1946 | 1954 |
| ---- | ---- | ---- | ---- | ---- | ---- | ---- | ---- | ---- |
| 259  | 245  | 238  | 209  | 225  | 219  | 207  | 187  | 153  |

| 1962 | 1968 | 1975 | 1982 | 1990 | 1999 | 2006 | 2007 | 2012 |
| ---- | ---- | ---- | ---- | ---- | ---- | ---- | ---- | ---- |
| 135  | 120  | 94   | 87   | 96   | 94   | 120  | 124  | 143  |

| 2017 | 2022 | - | - | - | - | - | - | - |
| ---- | ---- | - | - | - | - | - | - | - |
| 136  | 129  | - | - | - | - | - | - | - |

### Cultes
Le village fait partie de la paroisse de Sainte-Marie-en-Chanois et ne possède pas d’église à lui[réf. nécessaire].

## Culture locale et patrimoine

### Lieux et monuments
- La Pierre Mourey, bloc erratique d'origine glaciaire qui, selon une croyance populaire, tourne sur elle-même tous les cent ans[22].

### Personnalités liées à la commune
- Delphin, acteur de cinéma et de théâtre, y est né en 1882.

### Héraldique
|  | Les armes de la commune se blasonnent ainsi : D’or au rocher de sable. |